# Marisa Híjar
Marisa Híjar (Alicante, 1947-1989, Alicante) fue una periodista feminista alicantina que colaboró como subdirectora en la primera revista de feminismo en España, Vindicación Feminista, tras la Guerra Civil.

## Biografía
Compañera incansable de Lidia Falcón en la lucha feminista a finales de los años 70, fue  subdirectora y encargada de las secciones de política nacional e internacional en la revista feminista Vindicación Femenista, siendo para ella "la realización de un ideal compartido". Escribió en la revista Poder y Libertad, del Partido Feminista, así como crónicas en El Periódico de Cataluña y entrevistas para el Diario 16. Organizó diversos reportajes de TVE y fue una de las fundadoras de la Federación de Clubes Vindicación Feminista. Algunas de sus publicaciones son: el artículo Con Felipe Santander, autor de 'El extensionista'  y una colaboración en el libro La Violencia en el País Vasco y en sus relaciones con España: no todo es política del autor Santiago Genovés.
Escribió también para el teatro una de las cinco piezas breves del espectáculo teatral Dones i Catalunya que, situadas en distintos momentos de la historia catalana del momento, buscaban reflejar tanto la experiencia de las mujeres burguesas como la de las mujeres trabajadoras.
También escribió prosa, como el cuento Legado de mi misma publicado en la revista literaria Quimera.